# Zjednoczone Prowincje Rio de La Plata
Zjednoczone Prowincje La Platy (hiszp.: Provincias Unidas de Río de la Plata), nazywane także Zjednoczonymi Prowincjami Ameryki Południowej (hiszp.: Provincias Unidas de Sud América) – krótko istniejące państwo ze stolicą w Buenos Aires, z którego następnie wykształciły się Argentyna i Urugwaj. Utworzone zostało ono w 1810 z południowych prowincji byłego hiszpańskiego Wicekrólestwa la Plata.

## Granice
Zjednoczone Prowincje Ameryki Południowej były położone w sąsiedztwie południowych, słabo zaludnionych, zamieszkanych przez Indian (m.in. Mapuche, Ranquel i Puelche) terytoriów Pampy i Patagonii. Na północy kraj graniczył z terytorium Gran Chaco i Paragwajem, zamieszkanym przez metysów i Indian Guarani oraz z należącą do Portugalii Brazylią, zaś na zachodzie – z Chile.

## Historia
Począwszy od powstania Zjednoczonych Prowincji pojawiły się dwie przeciwstawne koncepcje rozwoju państwa. Porteños chcieli zbudować jednolite centralistyczne państwo; ta koncepcja popularna była zwłaszcza wśród ludności zamieszkującej Buenos Aires i okolice. Ich opozycję stanowili Federales, którzy opowiadali się za tym, by państwo stanowiło federację, z zaś jej poszczególne człony miały szeroką autonomię.

### Liga Federalna
Liga Federalna (1815-1820) lub Liga Pueblos de los Libres była wewnętrznym i nieuznawanym na arenie międzynarodowej państwem w obrębie Zjednoczonych Prowincji, składającym się przede wszystkim z ziem Urugwaju (zwanego wówczas Banda Oriental), zamieszkiwanych niegdyś przez Indian Charrua. Pomysł utworzenia federalistycznego kraju wywodził się od jej lidera, José Gervasio Artigasa, byłego oficera armii hiszpańskiej. Jego celem było opanowanie wszystkich Zjednoczonych Prowincji i powołanie do istnienia zdecentralizowanej Federacji La Platy.

### Niepodległość Argentyny i podział państwa
W 1816 oficjalne władze Zjednoczonych Prowincji, czując zagrożenie ze strony Ligi Federalnej, z pozostałej części terytorium państwa proklamowały niepodległą Argentynę i połączyły się z siłami portugalskimi, kierowanymi przez Carlosa Frederico Lecora. Dzięki ich liczbie i uzbrojeniu pokonały Artigasa i jego wojska. 20 stycznia 1817 zajęły Montevideo. Generał jednak przedłużył jeszcze walkę na terenach wiejskich o trzy lata. W 1820 r. Liga Federalna została rozwiązana, a jej obszar podzielono według biegu głównych rzek uchodzących do Rio de La Plata. Tereny leżące po stronie zachodniej weszły w skład Argentyny, natomiast tzw. Banda Oriental – „Brzeg Wschodni”, tj. obecny obszar Urugwaju, został włączony do Brazylii, wchodzącej wówczas w skład Imperium Portugalskiego, co zakończyło istnienie Zjednoczonych Prowincji La Platy.

#### Cisplatina
Kiedy w 1822 Brazylia uzyskała niepodległość, wprowadzono w niej nowy podział administracyjny, w ramach którego jedyna część młodego państwa zamieszkiwana przez ludność hiszpańskojęzyczną – Banda Oriental stał się częścią regionu Cisplatina. Jego stolicą było wówczas Rio Grande.

#### Wojna o niepodległość
25 sierpnia 1825 ludność prowincji wznieciła powstanie przeciw rządom brazylijskim; uzyskało ono polityczne i materialne poparcie Argentyny. Doprowadziło to wybuchu wojny brazylijsko-argentyńskiej. Konflikt ten trwał dokładnie trzy lata i trzy dni. 28 sierpnia 1828 podpisano Traktat w Montevideo, na mocy którego powołano do życia najmłodsze z powstałych w XIX wieku państw Ameryki Południowej (oprócz Wenezueli i Ekwadoru). 1830 przyjęło ono oficjalną nazwę Wschodnia Republika Urugwaju. Pełna nazwa określa położenie geograficzne kraju – na wschód od rzeki Urugwaj.